# Damalis macula
Damalis macula är en tvåvingeart som beskrevs av Scarbrough 2006. Damalis macula ingår i släktet Damalis och familjen rovflugor.
Artens utbredningsområde är Kambodja. Inga underarter finns listade i Catalogue of Life.